# 北原耕也
北原 耕也（きたはら こうや、1943年 - ）は、日本の作家。
宮城県牡鹿郡蛇田村（現石巻市）出身。仙台市在住。

大学を中退して演劇の世界に身を投ずる。その間、十指に余る職業を経験。この体験から、長く労働組合運動に関わる。のちに一線を退き、作家。小説のほか、ノンフィクション、文芸評論など幅広い分野で執筆活動をおこなっている。
日本民主主義文学会会員。
2011年3月11日、仙台市若林区にいて東日本大震災に遭遇。その体験と大勢の児童・教師が犠牲になった郷里石巻市の市立大川小学校の惨事から、管理下にあった児童・生徒全員が助かった釜石市への取材を思い立ち、ルポルタージュ『津波の町に生きる』を執筆、出版する。

## 著書
- 長編小説『さすらいびとのフーガ』（2009年1月、本の泉社）[1]

- ルポルタージュ『津波の町に生きる－釜石の悲劇と挑戦』（2011年12月、本の泉社）[2]

- 長編小説『霜天の虹』（2012年6月、本の泉社）[3]

- ルポルタージュ『原発ドリーム－下北・東通村の現実』（2012年11月、本の泉社）[4]